# 김홍도 필 매해파행도
김홍도 필 매해파행도(金弘道筆賣醢婆行圖)는 서울특별시 서대문구 이화여자대학교박물관에 있는 조선시대의 그림이다. 2017년 12월 7일 서울특별시의 유형문화재 제421호로 지정되었다.

## 지정 사유
이 작품은 김홍도의 풍속도 중 대표작 중 하나로 잘 알려진 작품이다. 매해파행(賣醢婆行)이란 명칭은 '젓갈을 파는 할미'라는 뜻이며, 이 작품은 원래 병풍이었으나 현재는 액자로 개장되어 있다. 화면상태는 상당히 변색되어 흐린 조명으로는 감상에 다소 지장이 있을 정도이나 다행히 큰 손상은 없다.
이 작품은 조선후기 최고의 화원화가 김홍도의 풍속화 중 30대의 정교한 묘사력이 여지없이 잘 드러난 걸작이며, 동시에 노동하는 여성(女性)들의 실제 모습이 친근하고 핍진하게 묘사되어 있는 드문 예이다. 또 김홍도의 걸작에 주로 쓰여 있는 강세황의 화평이 있는 점도 금상첨화라 할 수 있다. 또 화평의 내용에 의해 경기도 안산이라는 특정 지역의 바닷가 풍속을 보여준다고 추정할 수 있다는 점에서도 서울특별시 유형문화재로 충분한 가치를 지닌다고 판단된다.

## 유형문화재 지정을 위한 조사보고서
이 작품은 김홍도의 풍속도 중 대표작 중 하나로 잘 알려진 작품이다. 매해파행(賣醢婆行)이란 명칭은 '젓갈을 파는 할미'라는 뜻으로, 그림의 상단에 붙어있는 표암 강세황의 화평의 한
구절을 딴 것이다. 강세황의 화평은 다음과 같다.
내가 전에 바닷가(안산)에 살 때 젓갈을 파는 아낙네들이 길을 가는 것을 항상 보았다. 아이를 업고 광주리를 이고 십 여명이 무리를 지어 가는데, 바닷가에 해가 처음 떠오르고 갈매기들이 떼 지어 날아오르는 쓸쓸하고 차가운 풍경이 필묵 밖에 눈에 선하다. 지금 시끄러운 한양성 내에서 이 그림을 보내 더욱 사람으로 하여금 시골로 돌아가고 싶은 마음을 가지게 한다. 표암 적다(余曾居海畔 慣見賣醢婆行徑 負孩戴筐 十數爲群 海天初旭 鷗鷺爭飛 一段荒寒風物 又在筆墨之外 方在滾滾域塵中 閱此 尤令人有歸歟之思 豹菴)

위 화평에서 강세황이 "내가 일찍 바닷가에 살 때, 젓갈을 팔러 가는 할미들의 모습을 자주 보았다"라고 했듯이, 이 그림은 김홍도가 안산에서 강세황의 지도를 받으며 그림을 배울 때 익숙히 보던 풍경을 풍속화로 묘사한 것이다. 화가들이 대개 그렇듯이 김홍도도 자기가 마음에 드는 득의작의 경우 그 초본을 보관하여 두었다가 여러 번 이용하였던 점이, 이 작품과 거의 같은 구도의 화폭이 김홍도가 1778년 34세 때 그린 국립중앙박물관 소장 <행려풍속도병> 중에 포함된 점으로도 짐작된다. 김홍도는 이 주제를 특히 좋아한 듯, 잘라져 나온 것으로 보이는 작은 화폭이 별도로 선문대학교박물관에 전해지기도 한다. 그리고 19세기의 화원 희원 이한철이 이 작품을 임모한 작품도 국립중앙박물관에 소장되어 있다.
이화여대박물관에서 제출한 지정신청서에도 언급된바, 원래 이 작품은 원래 병풍이었고, 동일 병풍에서 떨어져 나온 것으로 보이는 것이 리움 소장 <답상출시도>와 미국 개인 소장의 <공원춘효도>이다.
그리고 리움에는 이외에도 <전가추경도>가 한 점 더 있는데, 이들 4점의 작품은 크기와 화풍, 그리고 상단에 별지를 이어 붙여 강세황의 화평이 써져 있는 점에서도 일치한다. 국립중앙박물관 소장 <행려풍속도병>에는 화면 위에 강세황의 화제가 쓰여져 있는 점과 구분된다. 어쨌든 이 작품은 원래 병풍에서 4점이 남아있는 것 중 한 폭인 바, 아마도 마지막 폭이었던 리움 소장 <답상출시도>에 '사능' 서명이 있는 것으로 보아 30대에 그려진 김홍도의 초기 풍속도 중 가장 대표작이라 할 만한 작품 중 하나이다.
이 작품은 원래 병풍이었으나 현재는 액자로 개장되어 있다. 화면상태는 상당히 변색되어 흐린 조명으로는 감상에 다소 지장이 있을 정도이나 다행히 큰 손상은 없다. 다만 현재의 유리액자는 장황한지 오래된 것으로 보이는데, 유리와 비단화면이 밀착되어 새로 제작할 필요가 있다. 조사자의 의견으로는 비단이 오래되고 변색되었고, 원래 병풍으로 제작된 작품이므로 족자 보다는 그대로 액자로 유리와 화면 사이에 공간을 넣어 재장황 하는 것이 필요해 보인다.
이 작품은 조선후기 최고의 화원화가 김홍도의 풍속화 중 30대의 정교한 묘사력이 여지없이 잘 드러난 걸작이며, 동시에 노동하는 여성(女性)들의 실제 모습이 친근하고 핍진하게 묘사되어 있는 드문 예이다. 또 김홍도의 걸작에 주로 쓰여 있는 강세황의 화평이 있는 점도 금상첨화라 할 수 있다. 또 화평의 내용에 의해 경기도 안산이라는 특정 지역의 바닷가 풍속을 보여준다고 추정할 수 있다는 점에서도 서울시지정문화재로 충분한 가치를 지닌다고 판단된다. 현재 작품의 보존상태는 그리 좋지 않으나 이화여대박물관에 수장된 이후에는 더 이상의 훼손이 진행되지 않았다. 장래 보존수리가 요망된다.

## 같이 보기
- 김홍도

## 참고 문헌
- 김홍도 필 매해파행도 - 국가유산청 국가유산포털